# Gymnastiek op de Olympische Zomerspelen 2012 – Trampoline mannen
Het trampoline springen voor de mannen op de Olympische Zomerspelen 2012 in Londen vond plaats op 3 augustus (kwalificatie en finale). De Chinees Dong Dong won het onderdeel voor de Rus Dmitry Ushakov die het zilver pakte en de Chinees Lu Chunlong die het brons won.

## Format
Alle deelnemende mannen moesten twee kwalificatie-oefening springen. De scores van beide oefeningen werden bij elkaar opgeteld en de beste acht deelnemers gingen door naar de finale. Echter mochten er maximaal twee deelnemers per land in de finale komen. De scores van de kwalificatie werden bij de finale gewist, en alleen de scores die in de finale gehaald werden, telden. In de finale mochten de acht springers maar een oefening springen.

## Uitslag

### Finale
- D-Score; de moeilijkheidsgraad van de oefening
- E-Score; de uitvoeringsscore van de oefening
- Vlucht; de score voor de vlucht
- Straf; straffen die zijn gegeven door de jury
- Totaal; D-Score + E-Score + Vlucht - Straf geeft de totaalscore

| Rang   | Naam             | Land | D-Score | E-Score | Vlucht | Straf | Totaal |
| ------ | ---------------- | ---- | ------- | ------- | ------ | ----- | ------ |
| Goud   | Dong Dong        | CHN  | 17.800  | 27.100  | 18.090 |       | 62.990 |
| Zilver | Dmitry Ushakov   | RUS  | 17.100  | 26.524  | 18.145 |       | 61.769 |
| Brons  | Lu Chunlong      | CHN  | 17.100  | 25.849  | 18.370 |       | 61.319 |
| 4      | Masaki Ito       | JPN  | 16.600  | 26.300  | 17.995 |       | 60.895 |
| 5      | Yasuhiro Ueyama  | JPN  | 16.600  | 25.875  | 17.765 |       | 60.240 |
| 6      | Nikita Fedorenko | RUS  | 17.300  | 23.900  | 17.905 |       | 59.105 |
| 7      | Gregoire Pennes  | FRA  | 17.100  | 24.500  | 17.205 |       | 58.805 |
| 8      | Jason Burnett    | CAN  | 2.200   | 2.600   | 1.915  |       | 6.715  |